# Мікроалмаз

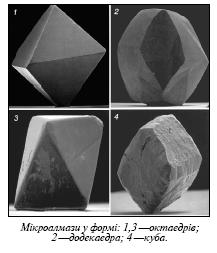

Мікроалмаз (рос. микроалмаз, англ. microdiamond, нім. Mikrodiamant m) – алмаз крупністю менше 0,5 мм. Походження остаточно не встановлене. 
Гіпотези щодо утворення: 
- 1) кристали алмазу, що мали недостатньо часу для росту;

- 2) кристали, які утворилися в середовищі з обмеженим вмістом вуглецю, що затримало їх ріст.

Місцем утворення М. може бути мантія Землі на глибині 150 – 200 км; кімберлітова чи лампроїтова магма, яка піднімається на поверхню; місця зіткнення тектонічних плит. М. знайдені також у метеоритах. 
За формою зустрічаються октаедричні, додекаедричні, кубічні монокристали М., інколи – зерна неправильної форми та змішані кубічно-октаедричні кристали. Найпоширенішими є октаедри, які складають понад 50% всіх М.
Окремий різновид мікроалмазів - наноалмази у сферулах, які, як вважають, мають космічне походження.